# Toy Story 3: The Game
 Toy Story 3: The Game é um jogo baseado no filme Toy Story 3. É publicado pela Disney Interactive Studios e desenvolvido por Avalanche Software. O jogo foi lançado na América do Norte em 15 de junho de 2010. Este será o primeiro jogo baseado em um filme de Pixar Animation Studios para ser publicado inteiramente pela Disney Interactive Studios desde A Bug's Life . Passado Disney / Pixar jogos filme foram feitas em conjunto com a Activision em primeiro lugar, então THQ. O jogo também contém jogabilidade com conteúdo exclusivo para o PlayStation 3 versão do jogo.

## Jogabilidade
Toy Story 3: The Video Game é um jogo de plataforma, em que o jogador pode jogar como Xerife Woody, Buzz Lightyear, ou Jessie . Woody pode usar sua corda para balançar em determinadas áreas, Buzz pode arremessar outros personagens por longas distâncias, e Jessie é a mais ágil e consegue se equilibrar em pequenas plataformas. Alguns níveis exigem que os jogadores alterne entre os três personagens de modo a completar os níveis. Há dois modos de jogo principais: História e Toybox. O modo História é composto por nove níveis e segue os eventos do filme (assim como a sequência de abertura de jogo Toy Story 2). No modo Toybox, os jogadores podem criar e personalizar os níveis e preenchê-los com os habitantes e missões. Ao completar vários objetivos dentro deste mundo, os jogadores podem ganhar dinheiro para desbloquear novos objetos e expandir a sua cidade. Alguns desses objetos são apresentados de modo a incluir personagens de outras franquias da Disney / Pixar.

## Conteúdo Exclusivo Para PlayStation 3
A versão PlayStation 3 do jogo contará com conteúdos exclusivos, tais como a capacidade de jogar como Imperador Zurg, além de Buzz, Woody e Jessie. Zurg terá seu próprio conjunto de missões únicas. Os jogadores podem conduzir em torno do veículo personalizado Zurg, bem como explosão em inimigos usando sua Zurg Blaster, seu principal objetivo é eliminar o Buzz Lightyear embora os jogadores são livres para fazer qualquer outra coisa que gostaria. Além disso, o jogo também terá compatibilidade com o PlayStation Move controlador de movimento e também há mini-jogos projetado especificamente para o movimento e pode ser baixado gratuitamente a partir da PlayStation Store, em Fall 2010.

## Visualização
Brian Rowe de GameZone.com teve algum tempo para sentar e jogar o jogo. "Andy está crescido e fui para a faculdade, que não é lugar para um brinquedo que se, por isso ele doa sua coleção de companheiros de plástico para uma creche. A adaptação do jogo de vídeo de Toy Story 3 é dividido em dois modos distintos - História e Toy Box. Muitas vezes, os jogos orientados para as crianças, especialmente aquelas baseadas em filmes e programas de TV, aspirar a ser um pouco mais de sentido de enchimento com personagens reconhecíveis. contrário, Avalanche está dando Toy Story 3, a atenção que merece, e mais importante, dar às crianças a jogabilidade sandbox estilo que as crianças têm grande ".

## Dubladores da versão brasileira só no PC
Betty: Telma Costa (Não aparece no filme)
Wheezy: Claudio Galvan (Não aparece no filme)
Mineiro: José Santa Cruz (Não aparece no filme)
Woody: Marco Ribeiro
Andy Davis: Rodrigo Antas (Olavo Cavalheiro no filme)
Buzz Lightyear: Guilherme Briggs
Jessie: Mabel Cesar
Slinky: Carlos Gesteira
Sargento: Carlos Seidl
Porquinho: Reginaldo Primo
Botão de Ouro: Anderson Coutinho (Eduardo Dascar no filme)
Dolly: Helena Palomanes (Mareliz Rodrigues no filme)
Rex: Marco Antônio Costa
Soldados: José Leonardo
Imperador Zurg: Renato Rabelo
Ervilhinhas: Bruna Laynes
Espeto: Hélio Ribeiro (Garcia Jr. no filme)